# 三川インターチェンジ
三川インターチェンジ（みかわインターチェンジ）は、新潟県東蒲原郡阿賀町にある磐越自動車道のインターチェンジ（開発インターチェンジ）である。
平面Y型のインターチェンジで、下り線の流入と流出が平面交差しているが、信号機が設置されてない。

## 道路

### 本線
- E49 磐越自動車道（11番）

### 接続する道路
- 直接接続
  - 新潟県道587号三川インター線
- 間接接続
  - 国道49号
  - 新潟県道17号新潟村松三川線

## 料金所
- ブース数：3

### 入口
- ブース数：1
  - ETC・一般：1

### 出口
- ブース数：2
  - ETC専用：1
  - 一般：1

## 周辺
- 阿賀町役場 三川支所
- 阿賀町教育文化センター
- 道の駅みかわ
- 三川駅
- 五十島駅

## 隣
E49 磐越自動車道
(10) 津川IC - (11) 三川IC - 阿賀野川SA - (12) 安田IC